# Ziggy Marley
David "Ziggy" Marley (født 17. oktober 1968 i Kingston) er en musiker fra Jamaica, og den ældste søn af Rita og Bob Marley. Han lærte at spille guitar og trommer af sin far, Bob Marley. Han blev døbt David Marley men hans kælenavn Ziggy kommer fra den britiske glam rocker David Bowie og hans 1972 album, The Rise and Fall of Ziggy Stardust and the Spiders from Mars.